# Greta Garbo
Greta Lovisa Gustafsson, cunoscută ca Greta Garbo (n. 18 septembrie 1905, Katarina church parish⁠(d), Comitatul Stockholm, Suedia – d. 15 aprilie 1990, New York City, New York, SUA), a fost o actriță suedeză.
Încă din perioada filmului mut a fost considerată un star internațional, un sex simbol, model care a fost ulterior urmat de multe alte actrițe.
Federico Fellini susținea că "a fost fondatoarea unui ordin religios numit „cinema”".
A fost supranumită divina, sfinxul suedez sau prințesa de vis a eternității.

## Biografie
Greta Lovisa Gustafsson s-a născut în Stockholm, Suedia. Era al treilea copil (și mezinul) Annei Lovisa (născută Johansson) și al lui Karl Alfred Gustafsson. Greta avea un frate și o soră mai mare, Sven Alfred și Alva Maria. Tatăl său moare în 1920 de gripă spaniolă, când aceasta avea 14 ani.
Garbo își lansează cariera cu un rol secundar în filmul suedez din 1924, "The Saga of Gösta Berling". Prestația sa îi atrage atenția producătorului de film american Louis B. Mayer,  director exectiv al studioului Metro-Goldwyn-Mayer, care o aduce la Hollywood în 1925. A stârnit interesul publicului din primul său film american realizat, Torrent (1926). Odată cu premiera celui de-al treilea film al său, Flesh and the Devil (1927), Garbo devine un star internațional. Primul său film cu sunet a fost Anna Christie (1930). Studioul MGM a promovat filmul folosind sintagma "Garbo vorbește!". În același an a jucat și în Romance. Pentru aceste filme Garbo este nominalizată pentru prima dată la premiile Oscar, pentru cea mai bună actriță.
În 1932, succesul îi permite să își rehotărască condițiile contractului ei și să își aleagă rolurile pe care le dorea. Urmează filme precum Mata Hari (1931), Inspiration (1931), Grand Hotel (1932), Regina Christina (1933) și Anna Karenina (1935). Critici și istorici de film consideră că cel mai bun rol al său a fost cel din Camille (1936). Pentru film este din nou nominalizată la Oscar dar pierde în favoarea lui Luise Rainer. Cu toate acestea, popularitatea și succesul lui Garbo scad în anii următori și este clasificată ca "box-office poison" în 1938, la fel ca artiști precum Edward Arnold, Marlene Dietrich, Fred Astaire și alții. Își revitalizează cariera cu filmul Ninotchka (1939) care i-a câștigat a treia nominalizare la Oscar. 
După eșecul filmului Two-Faced Woman (1941) se retrage de pe marile ecrane la 35 de ani,  jucând până în acel moment în 28 de filme. După retragere, Garbo a trăit o viață privată la New York, eliminând orice oportunitate de a-și relua cariera. Nu a dat interviuri și a fost o mare colecționară de opere de artă, deținând picturi de Pierre-Auguste Renoir, Pierre Bonnard și Kees van Dongen. Chiar și la moartea sa avea o avere de milioane de dolari.
Garbo era luterană.
Garbo era cunoscută pentru rolurile sale romantice, sobre  și melancolice și pentru interpretarea figurilor tragice. Autorul Ernest Hemingway o menționează pe Garbo în romanul Pentru cine bat clopotele. În 1999, Garbo este clasată pe locul 5 în topul celor mai importante actrițe clasice de către Institutul American de Film. Deși nu a câștigat niciodată un Oscar, îi este acordat un Oscar onorific în 1954. În 1960, datorită contribuției sale în industria filmului, Garbo primește o stea pe Hollywood Walk of Fame.

## Filmografie

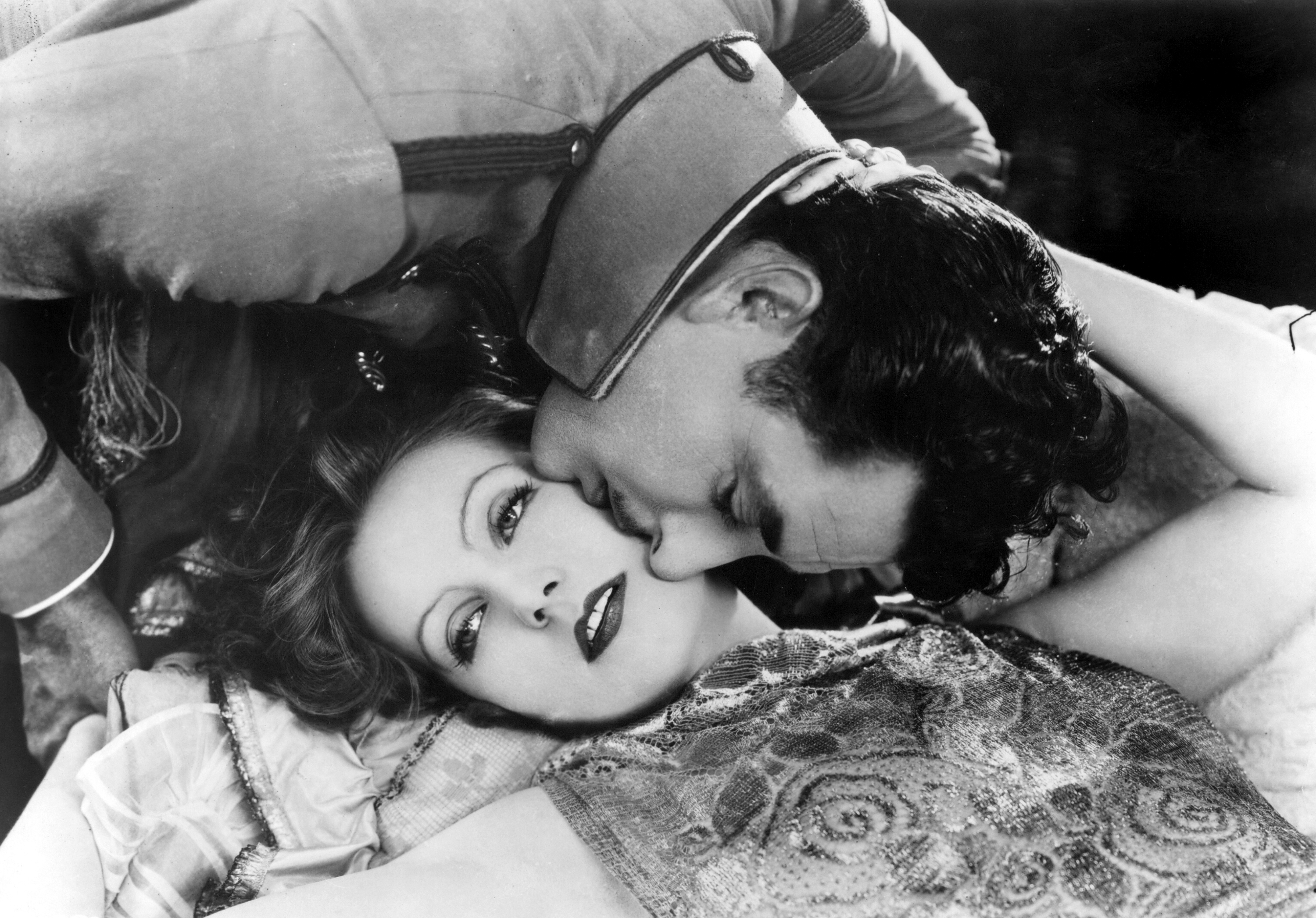
Garbo și John Gilbert în Flesh and the Devil (1926)

### Filme mute
- 1926 Torrent
- 1926 The Temptress
- 1926 Flesh and the Devil
- 1926 Love
- 1928 The Divine Woman
- 1928 The Mysterious Lady
- 1928 A Woman of Affairs
- 1929 Wild Orchids
- 1929 The Single Standard
- 1929 The Kiss

### Filme cu sonor
- 1930 Anna Christie
- 1930 Romance
- 1931 Inspiration
- 1931 Susan Lenox (Her Fall and Rise)
- 1931 Mata Hari, regia: George Fitzmaurice
- 1932 Grand Hotel
- 1932 As You Desire Me
- 1934 Vălul pictat - The Painted Veil, regia: Richard Boleslawski
- 1935 Anna Karenina
- 1936 Camille
- 1937 Contesa Walewska - Conquest, regia: Clarence Brown
- 1939 Ninotchka
- 1941 Two-Faced Woman

### Documentare despre Garbo
Viața lui Garbo a fost de-a lungul vremii subiectul a mai multor documentare, inclusiv patru realizate în Statele Unite între 1990 și 2005:
- The Divine Garbo (1990), TNT, produs de Ellen M. Krass și Susan F. Walker, narat de Glenn Close
- Greta Garbo: The Mysterious Lady (1998), narat de Peter Graves
- Greta Garbo: A Lone Star (2001), AMC
- Garbo (2005), TCM, regizat de Kevin Brownlow, narat de Julie Christie

## Galerie

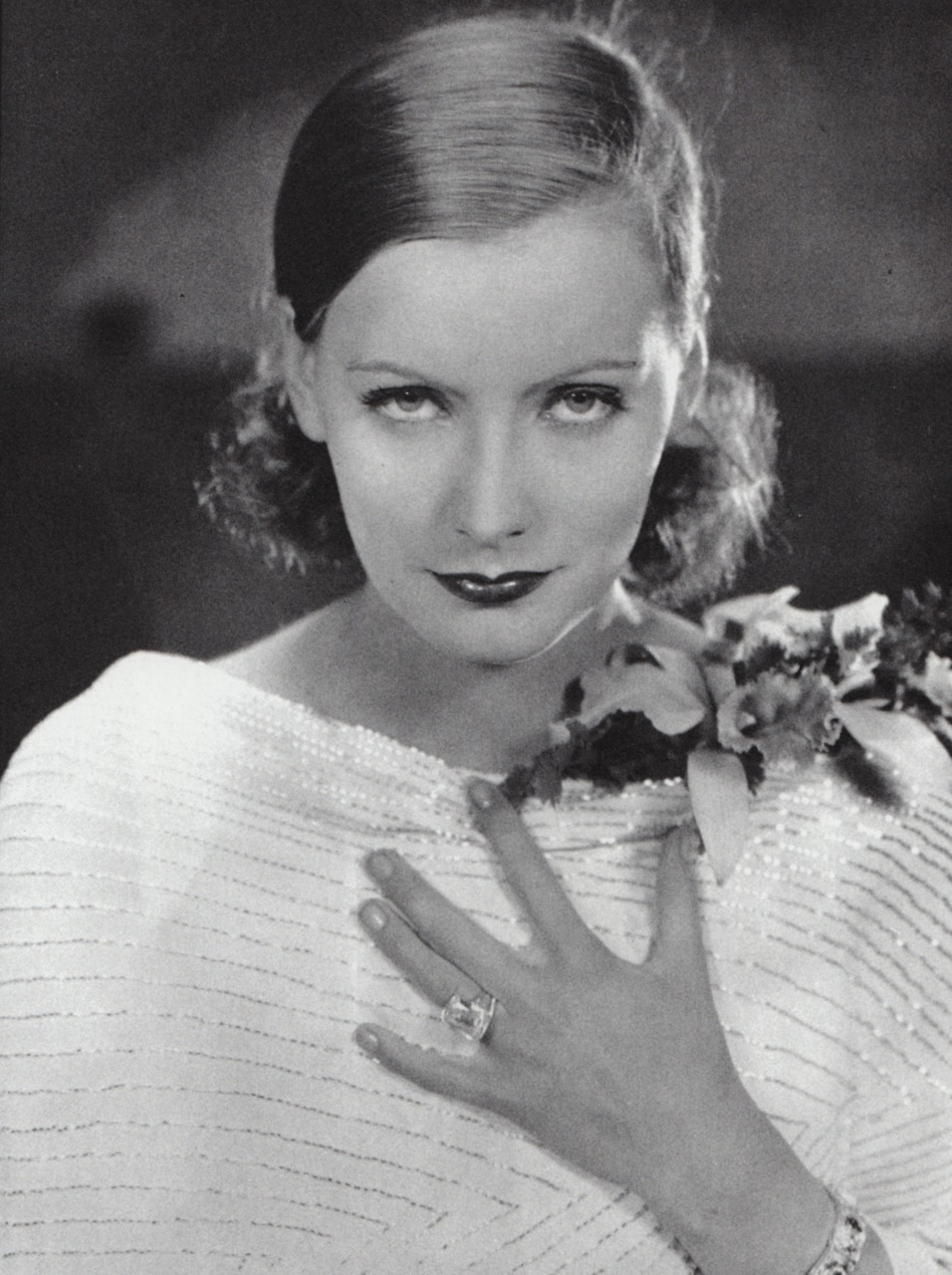
Garbo în 1929 (filmul Wild Orchids)
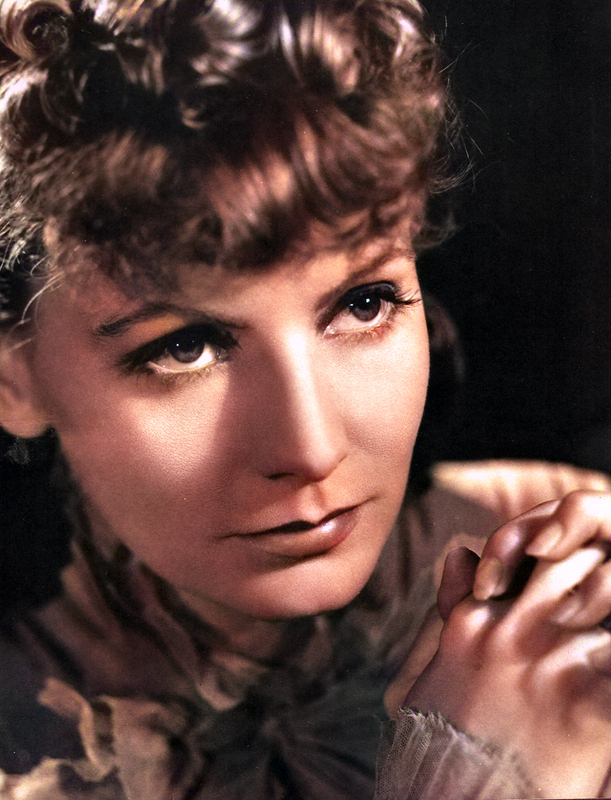
Greta Garbo într-o fotografie promoțională pentru Anna Karenina (1935)
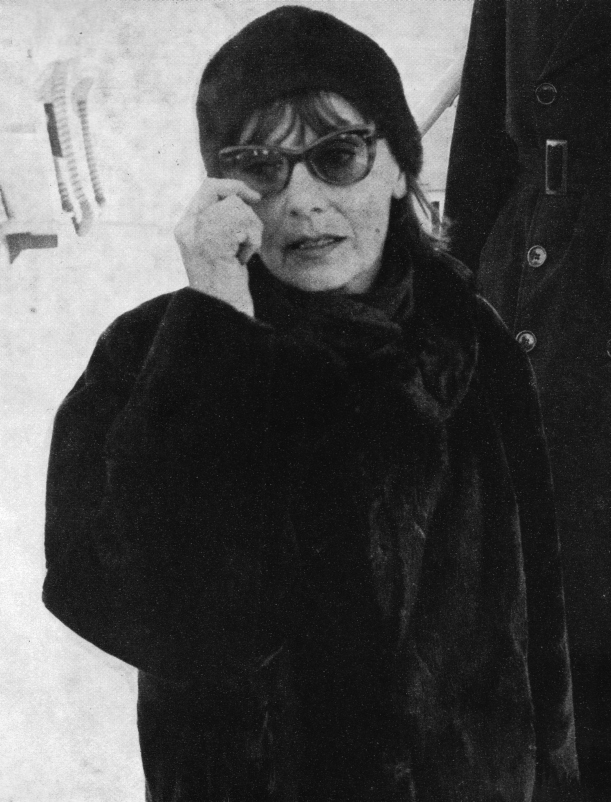
Garbo în 1961
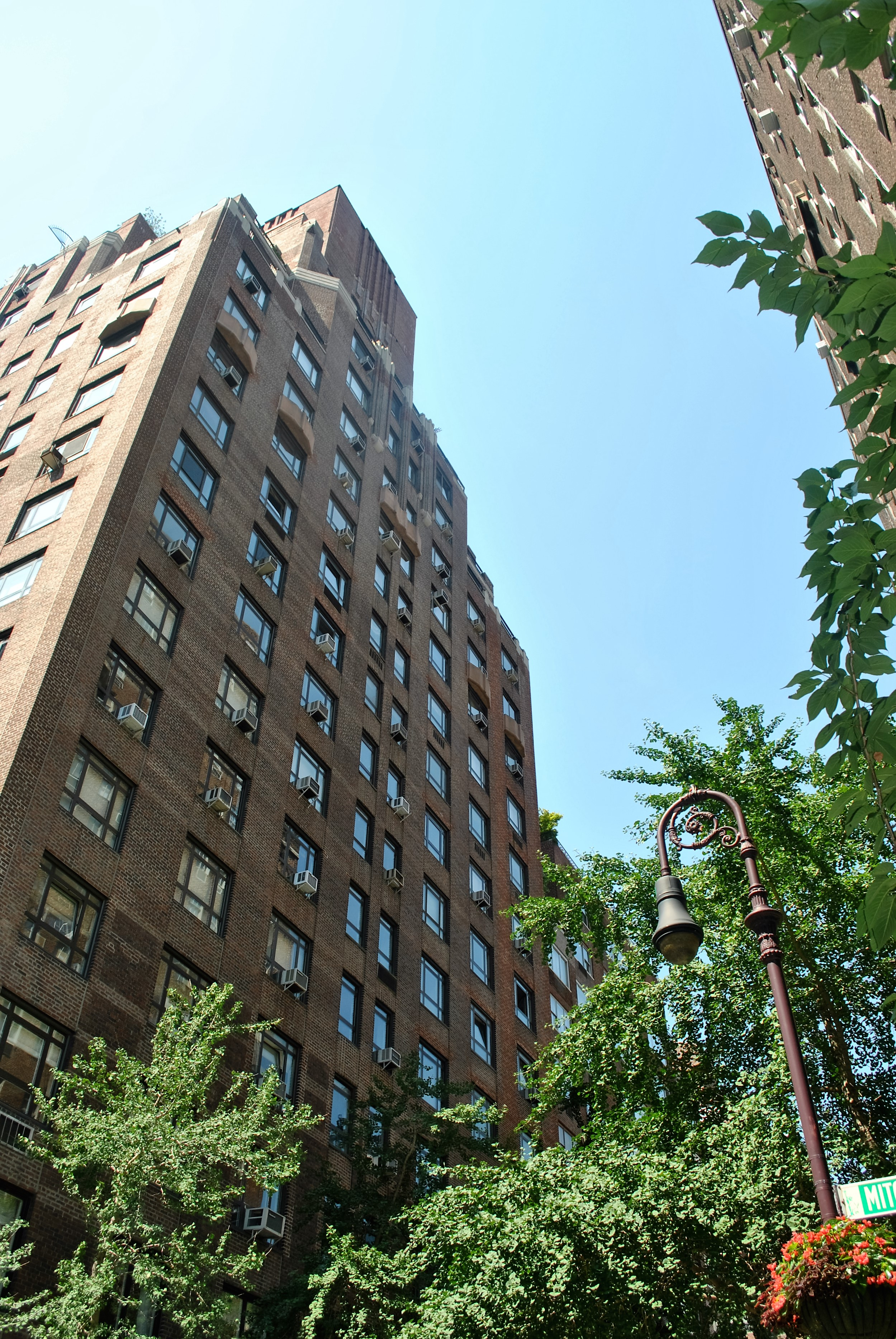
Clădirea din New York City în care a locuit Greta Garbo.
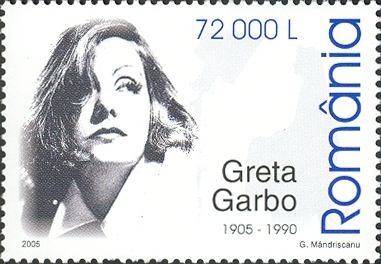
Timbru românesc cu Greta Garbo